# Corujas
Corujas es una freguesia portuguesa del municipio de Macedo de Cavaleiros, en el norte del país, con 9,68 km² de superficie y 213 habitantes (2001). Su densidad de población es de 22,0 hab/km².